# Friedrich Akel
Friedrich Karl Akel (ur. 5 września 1871 w Hendrikumõisa koło Kaubi (obecna nazwa Pornuse), zm. 3 lipca 1941 w Tallinnie) – estoński polityk, pełnił funkcję głowy państwa (1924). Kilkukrotny minister spraw zagranicznych Estonii (1923–1924, 1926–1927, 1936–1938). Kawaler Orderu Orła Białego (1937).

## Życiorys
Ukończył Gimnazjum Aleksandrowskie w Dorpacie i wydział lekarski miejscowego uniwersytetu, na którym studiował w latach 1892–1897. Otrzymał złoty medal za badania nad trądem w gminie Saarde. W drugim semestrze 1897 kierował Towarzystwem Studentów Estońskich (Eesti Üliõpilaste Seltsi). Pracował jako asystent w klinice uniwersyteckiej, a od 1898 w klinice okulistycznej Reimersa w Rydze. W 1899 rozpoczął praktykę w szpitalu wojskowym w Ostrołęce, po czym przeniósł się do Szpitala Ujazdowskiego w Warszawie. W 1901 pogłębiał wiedzę na uczelniach w Berlinie, Pradze i Lipsku.
Po powrocie do Cesarstwa Rosyjskiego krótko ponownie pracował u Reimersa, a w latach 1902–1912 praktykował prywatnie w Tallinnie, z przerwą na służbę w armii rosyjskiej podczas wojny rosyjsko-japońskiej. W 1912 otworzył własną klinikę okulistyczną. W latach 1913–1917 był przewodniczącym tallińskiej Rady Miejskiej. Otrzymał również godność honorowego sędziego pokoju. Zasiadał w zarządach Północno-Bałtyckiego Zrzeszenia Lekarzy oraz Tallińskiego Towarzystwa Oświaty Ludowej. Był także szefem rady nadzorczej Tallińskiego Towarzystwa Pożyczkowo-Oszczędnościowego – prekursora Tallińskiego Banku Kredytowego, zaś w latach 1920–1922 – wiceprzewodniczącym konsystorza Estońskiego Kościoła Ewangelicko-Luterańskiego.
Od 1907 do 1908 prezesował klubowi sportowemu Kalev, który w tym okresie rozszerzył swoją działalność z kolarstwa i łyżwiarstwa na tenis ziemny. 
Akel należał do Estońskiej Partii Ludowej (wcześniejsze nazwy: Estońska Ludowa Partia Postępu), a od 1921 – do Chrześcijańskiej Partii Ludowej. Od 26 marca do 16 grudnia 1924 stał na czele rządu koalicyjnego Chrześcijańskiej Partii Ludowej, Estońskiej Partii Ludowej i Partii Pracy. W tym czasie minister finansów Otto Strandman doprowadził do wprowadzenia nowej waluty - korony estońskiej (11 czerwca 1924). Po nieudanej próbie komunistycznego zamachu stanu 1 grudnia 1924, w trakcie którego został zamordowany minister transportu Karl Kark, rząd wprowadził stan wojenny i niezgodnie z konstytucją powołał na naczelnego wodza Johana Laidonera. Zamachowcy zaatakowali rezydencję Akela na wzgórzu Toompea, jednak nie udało im się go zabić. 
W latach 1923–1924, 1926–1927 i 1936–1938 Akel pełnił obowiązki ministra spraw zagranicznych. W latach 1926–1929 i 1938–1940 był członkiem Riigikogu, w 1937 – Estońskiego Zgromadzenia Narodowego (Rahvuskogu). Od 1922 do 1923 był ambasadorem w Finlandii, od 1928 do 1934 – w Szwecji, Danii i Norwegii z siedzibą w Sztokholmie, zaś w latach 1934–1936 – w Niemczech i Holandii z siedzibą w Berlinie.  Od 1924 do 1931 stał na czele Estońskiego Komitetu Olimpijskiego. Od 1928 do 1932 zasiadał w Międzynarodowym Komitecie Olimpijskim. Przygotowywał wizyty głów państwa: Konstantina Pätsa w Finlandii i Jaana Tõnissona w Szwecji oraz rewizytę króla Gustawa V. Doprowadził do odsłonięcia pomników: fińskich ochotników w estońskiej wojnie o niepodległość w Helsinkach i Gustawa II Adolfa w Tartu.
Po zajęciu Estonii przez ZSRR, Akel został aresztowany i osadzony w centralnym więzieniu w Tallinnie. 2 lipca 1941 został skazany na śmierć przez trybunał wojskowy NKWD pod zarzutem wprowadzania antyrobotniczego ustawodawstwa po nieudanym zamachu komunistycznym w 1924, a następnego dnia rozstrzelany i pochowany w nieustalonym miejscu. Jego żona Adele Karoline z domu Tenz (ur. w 1884) zmarła na zesłaniu w obwodzie kirowskim ZSRR w 1944, a syn Friedrich (ur. 1910), dyrektor Kancelarii Sekretariatu Stanu – w łagrze w obwodzie mołotowskim w 1942.
Był kawalerem Orderów Estońskiego Czerwonego Krzyża, Krzyża Orła i Gwiazdy Białej I klasy.
W 2001 na domu przy ulicy Roosikrantsi 10, w którym mieszkał Akel, została powieszona przypominająca o tym tablica pamiątkowa. W 2011 w rodzinnej miejscowości Akela, Halliste, został odsłonięty kamień pamiątkowy ku jego czci. W 2021 Bank Estonii upamiętnił 150. rocznicę urodzin Akela poprzez emisję srebrnej monety o nominale 15 euro z jego podobizną.